# 東港神社
22°27′52″N 120°26′32″E / 22.464387°N 120.442290°E東港神社是昔日臺灣高雄州東港郡東港街（今屏東縣東港鎮）的神社，於昭和十年（1935年）10月18日落成舉行鎮座祭。後來神社成了東港鎮海濱國小的校地，原正殿改為孔子祠。目前留有神橋、三支捐款芳名柱與正殿（改建過）等遺跡。

## 沿革
1934年適逢裕仁皇太子在1923年頒布《國民精神作興詔書》的十周年，東港郡役所在1933年12月決定創建東港神社。東港神社在1935年6月由阿緱神社社掌高橋齡市舉行地鎮祭開工，在同年8月24日舉行上棟式，昭和十年（1935年）10月18日舉行鎮座祭完工。在其完工後數日間內，在東港舉行了棒球，網球、角力、宋江陣、內地人演藝、民眾體育會等捐獻娛樂活動。東港神社最初由高橋齡市擔任，在1936年1月28日後，改由宮崎利行擔任，其後來亦兼任佳冬神社社掌。東港神社在昭和十六年（1941年）10月31日升格為鄉社。
二次大戰後，東港神社先是作為軍營使用，後來改為海濱國民學校（今海濱國小）。1973年到1974年間，東港神社拜殿遭到拆除，接下來（1974年至1975年）要繼續拆除正殿時，卻在木造屋頂被毀傳出像是機器莫名故障、主事者患病、夜晚騎機車路過時會無故拋錨等靈異怪譚，遂停止拆除工作，並將原本的神社正殿改為孔子祠。

## 建築
東港神社的神道上，依序有第一鳥居、神橋、第二鳥居、第三鳥居、拜殿、幣殿與正殿，而手水舍與成排的石燈籠則在二、三鳥居之間。

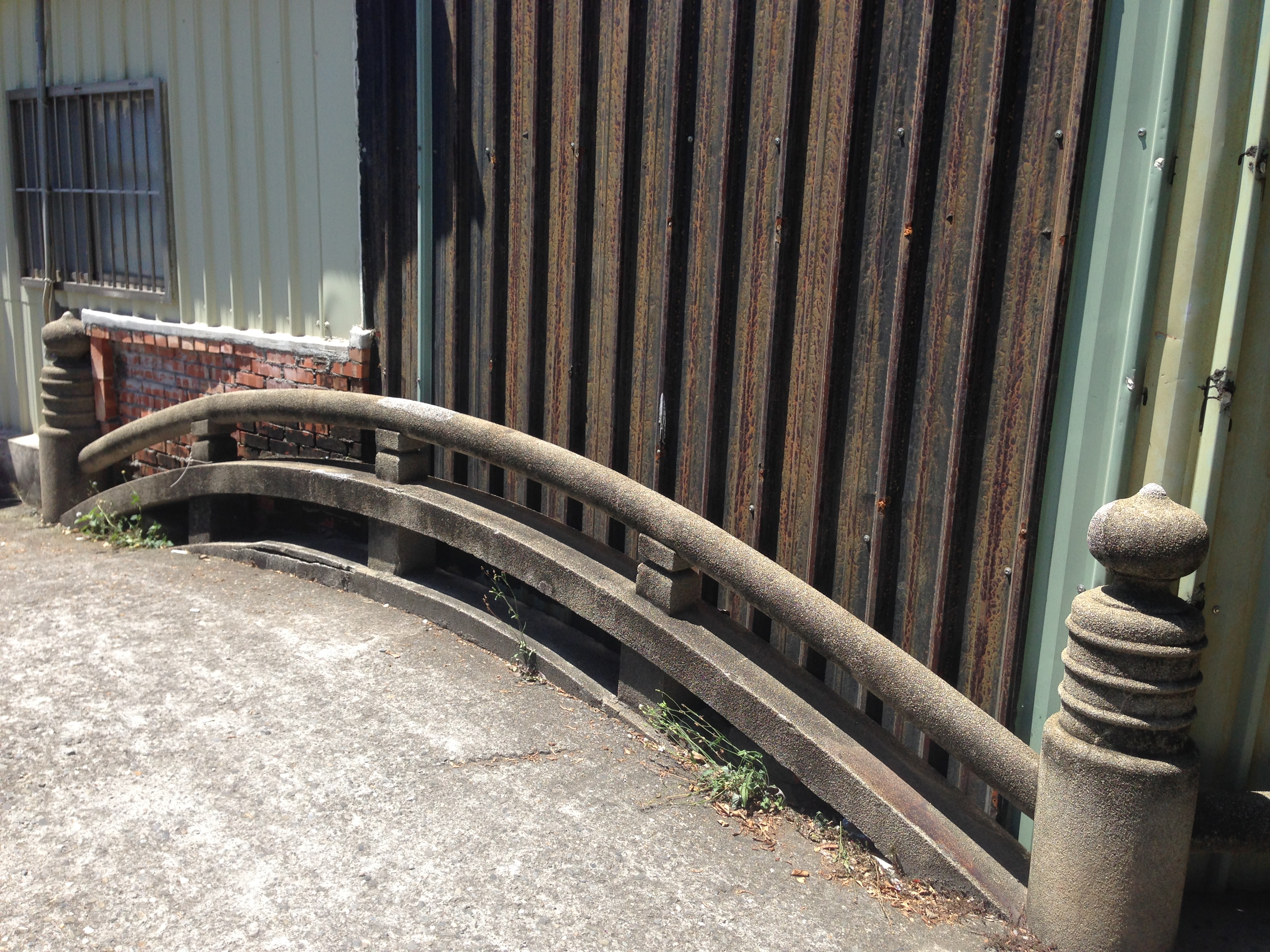
神橋
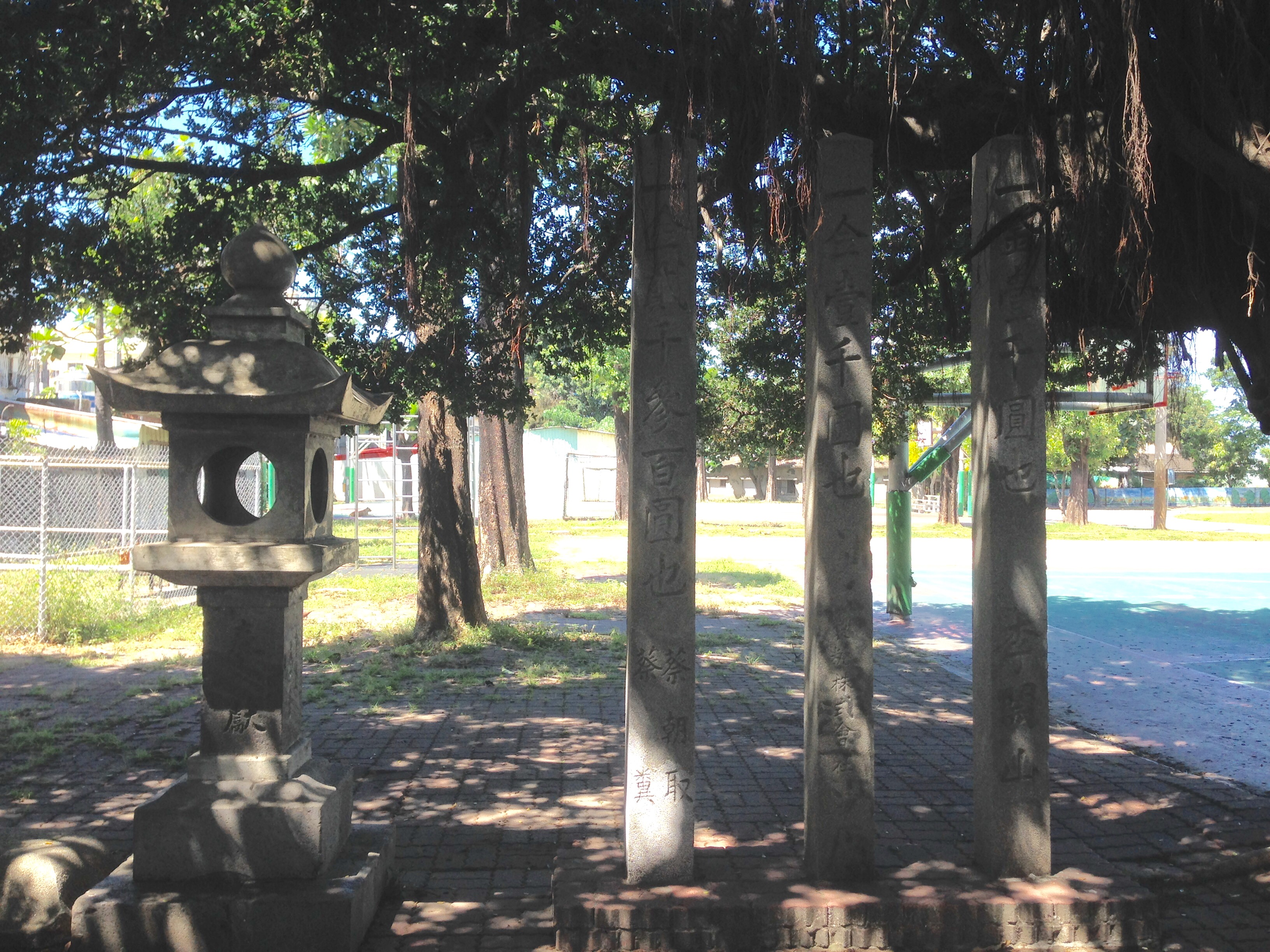
捐款芳名柱與燈籠
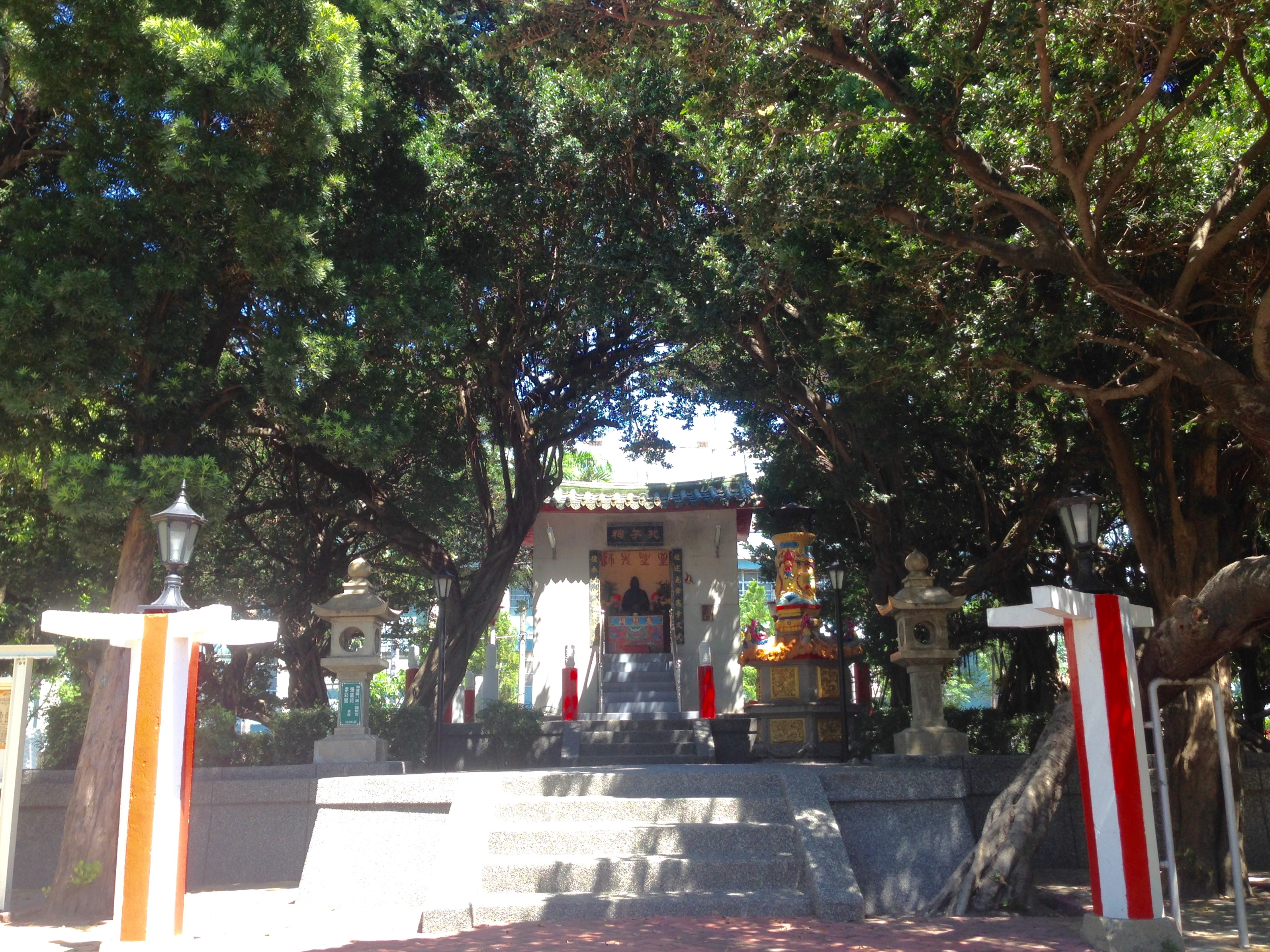
孔子祠